# روبرت فرنسيس غرين
روبرت فرنسيس غرين (بالإنجليزية: Robert Francis Green)‏ هو سياسي كندي، ولد في 14 نوفمبر 1861 في بيتيربوروغ في كندا، وتوفي في 5 أكتوبر 1946. حزبياً، نشط في حزب كندا المحافظ وUnionist Party (Canada) ‏. وقد انتخب عضو مجلس الشيوخ الكندي وانتخب عضو مجلس العموم الكندي.